# Síndrome de l'artèria mesentèrica superior

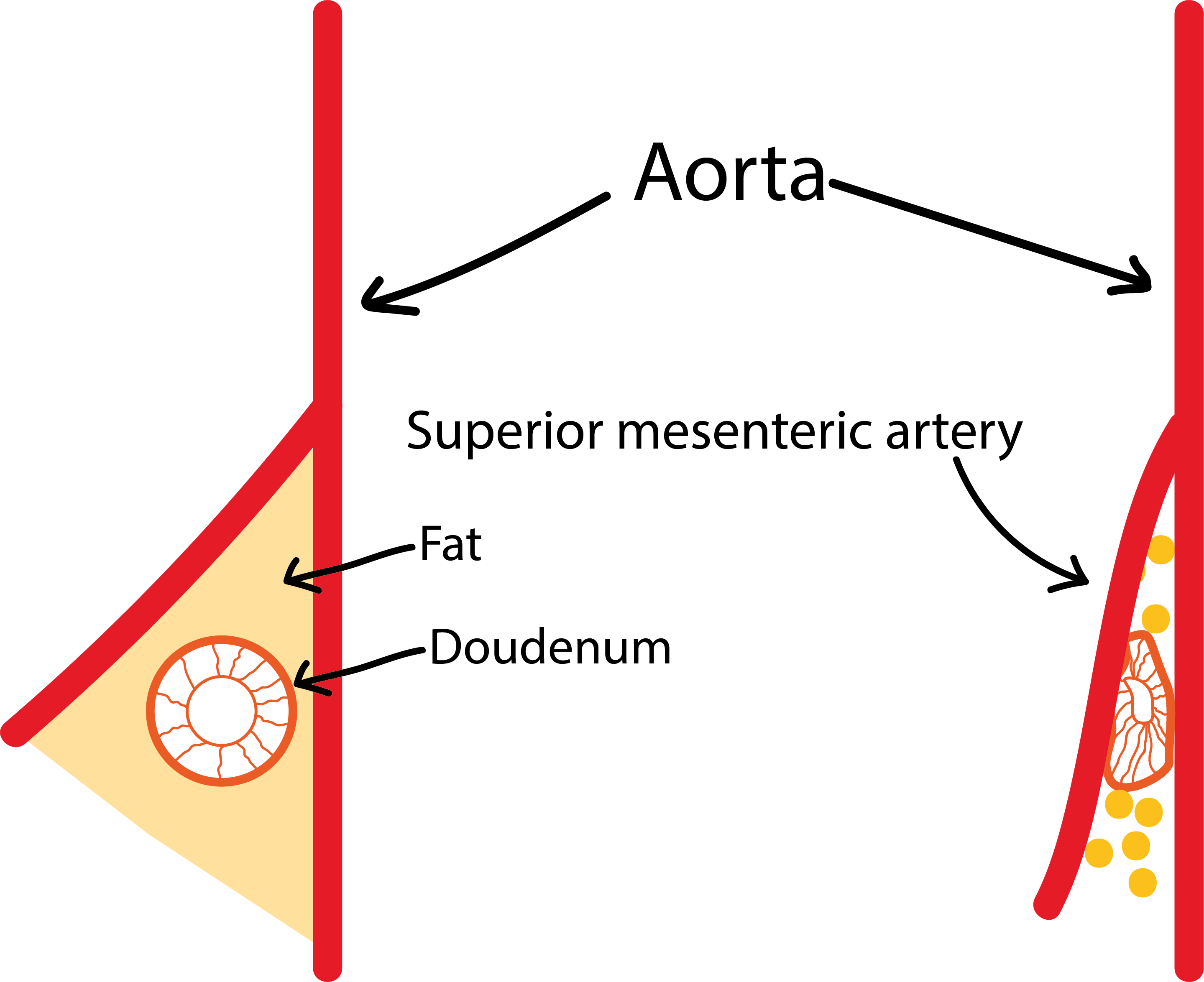
Representació de la SMA.

La síndrome de l'artèria mesentèrica superior (SAMS) és un trastorn gastrovascular (subministre de sang a l'estómac) en el qual es comprimeix la tercera i última part del duodè entre l'aorta abdominal (AA) i l'artèria mesentèrica superior (AMS). Aquesta rara síndrome potencialment mortal és causada normalment per un angle de 6° a 25° entre l'AA i l'AMS, en comparació amb el rang normal de 38º a 56°, a causa de la falta de greix retroperitoneal i visceral (greix mesentèric). A més, la distància aortomesentèrica és de 2-8 mm, a diferència dels típics 10-20 mm. Tanmateix, un angle estret de l'AMS per si sol no és suficient per fer un diagnòstic, perquè se sap que els pacients amb un IMC baix, sobretot els nens, tenen un angle estret de l'AMS sense símptomes de la SAMS.
La SAMS també es coneix com a síndrome de Wilkie, síndrome de l'arrel mesentèrica, ili duodenal crònic i oclusió arteriomesentèrica intermitent. Es diferencia de la síndrome del trencanous, que és l'atrapament de la vena renal esquerra entre l'AA i l'AMS, tot i que es pot diagnosticar ambdós trastorns.